# Paide Linnameeskond
Paide Linnameeskond ist ein estnischer Fußballverein aus der Stadt Paide. 

## Geschichte
Der Verein existiert seit 1990 und stieg 2008 in die Meistriliiga auf. In der Spielzeit 2019 konnte man sich dann erstmals in der Vereinsgeschichte für einen europäischen Wettbewerb qualifizieren. Dort traf man in der 1. Qualifikationsrunde der UEFA Europa League 2020/21 auf FK Žalgiris Vilnius aus Litauen und unterlag auswärts mit 0:2.
- Estnischer Pokalsieger: 2022

- Estnischer Pokalfinalist: 2015

- Estnischer Supercupsieger: 2023

- Estnischer Supercupfinalist: 2021

## Stadion
Seine Heimspiele trägt der Verein im nur 500 Zuschauer fassenden Paide linnastaadion (auch: Paide Ühisgümnaasiumi Staadion) aus.
Im Jahr 2009 wurde eine portable Zuschauertribüne installiert, die 268 Zuschauern Platz bietet.

## Saisonbilanzen
| Saison | Liga         | Platz |
| ------ | ------------ | ----- |
| 2008   | Esiliiga     | 4.    |
| 2009   | Meistriliiga | 9.    |
| 2010   | Meistriliiga | 8.    |
| 2011   | Meistriliiga | 6.    |
| 2012   | Meistriliiga | 6.    |
| 2013   | Meistriliiga | 5.    |
| 2014   | Meistriliiga | 6.    |
| 2015   | Meistriliiga | 7.    |
| 2016   | Meistriliiga | 6.    |
| 2017   | Meistriliiga | 6.    |
| 2018   | Meistriliiga | 5.    |
| 2019   | Meistriliiga | 4.    |
| 2020   | Meistriliiga | 2.    |
| 2021   | Meistriliiga | 3.    |
| 2022   | Meistriliiga | 3.    |
| 2023   | Meistriliiga | 4.    |
| 2024   | Meistriliiga | 3.    |

## Aktueller Kader 2025
Stand: 5. Januar 2025
| Nr. |         | Position | Name             |
| --- | ------- | -------- | ---------------- |
| 1   | Estland | AB       | Marko Meerits    |
| 2   | Estland | AB       | Michael Lilander |
| 4   | Estland | AB       | Robin Kane       |
| 5   | Estland | AB       | Gerdo Juhkam     |
| 8   | Estland | ST       | Henrik Ojamaa    |
| 11  | Senegal | ST       | Mechini Gomis    |
| 14  | Estland | ST       | Robi Saarma      |
| 15  | Estland | AB       | Hindrek Ojamaa   |
| 16  | Serbien | MF       | Predrag Medić    |
| 17  | Estland | MF       | Dimitri Jepihhin |
| 19  | Estland | ST       | Siim Luts        |
| 23  | Serbien | AB       | Milan Delević    |

| Nr. |         | Position | Name              |
| --- | ------- | -------- | ----------------- |
| 25  | Senegal | MF       | Mouhamed Gueye    |
| 27  | Estland | AB       | Nikita Baranov    |
| 28  | Estland | MF       | Oskar Hoim        |
| 29  | Estland | AB       | Joseph Saliste    |
| 33  | Estland | ST       | Sten Jakob Viidas |
| 34  | Gambia  | ST       | Muhammed Suso     |
| 41  | Estland | ST       | Daniel Luts       |
| 56  | Estland | TW       | Mattias Sapp      |
| 99  | Gambia  | TW       | Ebrima Jarju      |
|     | Estland | MF       | Martin Miller     |
|     | Estland | ST       | Sten Reinkort     |

## Europapokalbilanz
| Saison  | Wettbewerb                    | Runde                  | Gegner              | Gesamt          | Hin     | Rück          |
| ------- | ----------------------------- | ---------------------- | ------------------- | --------------- | ------- | ------------- |
| 2020/21 | UEFA Europa League            | 1. Qualifikationsrunde | FK Žalgiris Vilnius | 0:2             | 0:2 (A) | 0:2 (A)       |
| 2021/22 | UEFA Europa Conference League | 1. Qualifikationsrunde | Śląsk Wrocław       | 1:4             | 1:2 (H) | 0:2 (A)       |
| 2022/23 | UEFA Europa Conference League | 1. Qualifikationsrunde | FC Dinamo Tiflis    | 4:4 (6:5 i. E.) | 3:2 (A) | 1:2 n. V (H)  |
| 2022/23 | UEFA Europa Conference League | 2. Qualifikationsrunde | FC Ararat-Armenia   | 0:0 (5:3 i. E.) | 0:0 (A) | 0:0 n. V. (H) |
| 2022/23 | UEFA Europa Conference League | 3. Qualifikationsrunde | RSC Anderlecht      | 0:5             | 0:2 (H) | 0:3 (A)       |
| 2023/24 | UEFA Europa Conference League | 1. Qualifikationsrunde | B36 Tórshavn        | 0:2             | 0:0 (A) | 0:2 n. V. (H) |
| 2024/25 | UEFA Conference League        | 1. Qualifikationsrunde | Bala Town           | 3:2             | 2:1 (A) | 1:1 n. V. (H) |
| 2024/25 | UEFA Conference League        | 2. Qualifikationsrunde | UMF Stjarnan        | 5:2             | 1:2 (A) | 4:0 (H)       |
| 2024/25 | UEFA Conference League        | 3. Qualifikationsrunde | BK Häcken           | 2:7             | 1:6 (A) | 1:1 (H)       |
| 2025/26 | UEFA Conference League        | 1. Qualifikationsrunde | FC Bruno’s Magpies  | 7:3             | 3:2 (A) | 4:1 (H)       |
| 2025/26 | UEFA Conference League        | 2. Qualifikationsrunde | AIK Solna           | 0:8             | 0:2 (A) | 0:6 (H)       |

Gesamtbilanz: 21 Spiele, 5 Siege, 5 Unentschieden, 11 Niederlagen, 22:39 Tore (Tordifferenz −17)
Stand: 31. Juli 2025